# Annie Groovie
 (octobre 2018).
Annie Trudelle, dite Annie Groovie, née le 11 avril 1970 à Trois-Rivières, est une auteure et illustratrice québécoise de littérature pour la jeunesse.

## Biographie
Annie Groovie naît à Trois-Rivières, mais sa famille déménage à Sainte-Foy alors qu'elle a trois ans,. Diplômée en arts plastiques au collégial et bachelière en communication graphique de l'université Laval, elle exerce le métier de conceptrice publicitaire pendant plusieurs années (entre autres pour l’agence Cossette) à Montréal, où elle habite depuis 1994.
Adepte de la gymnastique et appréciant des arts du cirque, Annie Groovie est sélectionnée en 1997 par le Cirque du monde et part trois mois au Chili pour enseigner les arts du cirque aux enfants de la rue. Elle repart trois ans plus tard dans un contexte similaire, cette fois-ci en Afrique.

## Le populaire personnage de Léon le cyclope
En novembre 2002, alors conceptrice publicitaire à la pige, Annie Groovie crée le personnage de Léon, un cyclope en noir et blanc dont le tout premier titre (Léon et les expressions) est publié aux éditions de La courte échelle en juin 2004. À compter de 2006, l’auteure et illustratrice se consacre à temps plein à son nouveau métier. Il s’ensuit la publication de plus d’une cinquantaine de livres. 
En décembre 2014, à la suite de la faillite de son éditeur, Annie Groovie fonde sa maison°: Groovie éditions. Puis, après trois années d’auto-édition, l’auteure et illustratrice s’associe à un nouvel éditeur°: Presses Aventure.
Ses livres sont parfois décrits comme une création à mi-chemin entre la bande dessinée et l’album pour enfants.
Depuis l’automne 2007, la télévision de Radio-Canada diffuse les dessins animés de Léon en capsules d’une minute.

## Une popularité internationale
Les livres de Léon ont été traduits en arabe, en italien, en espagnol, en coréen et en chinois.
Annie Groovie a remporté deux fois le prix Hackmatack.  Elle est invitée d'honneur au Salon international du livre de Québec 2010.

## Publications
Collection Rigolons avec Léon
- 2004°: Léon et les expressions, Éditions La Courte Échelle, réédité chez Presses Aventure
- 2005°: Léon et les superstitions, Éditions La Courte Échelle
- 2005°: Léon et les bonnes manières, Éditions La Courte Échelle, réédité chez Presses Aventure
- 2006°: Léon et l’environnement, Éditions La Courte Échelle
- 2008°: Léon et les grands mystères, Éditions La Courte Échelle
- 2010°: Léon et les inventions, Éditions La Courte Échelle, réédité chez Groovie éditions puis Presses Aventure
- 2011°: Léon et les traditions, Éditions La Courte Échelle, réédité chez Groovie éditions
- 2013°: Léon et les émotions, Éditions La Courte Échelle, réédité chez Groovie éditions puis chez Presses Aventure
- 2015°: Léon et les dictons, Groovie Éditions

Collection Jouons avec Léon
- 2007 : Jouons avec Léon : les émotions, Éditions La Courte Échelle
- 2007 : Jouons avec Léon : les sports, Éditions La Courte Échelle, réédité chez Presses Aventure
- 2007 : Jouons avec Léon : les métiers, Éditions La Courte Échelle
- 2007 : Jouons avec Léon : les animaux, Éditions La Courte Échelle, réédité chez Presses Aventure
- 2008 : Jouons avec Léon : les aliments, Éditions La Courte Échelle
- 2008 : Jouons avec Léon : le cirque, Éditions La Courte Échelle
- 2018 : Jouons avec Léon : les transports, Éditions Presses Aventure
- 2018 : Jouons avec Léon : les déguisements, Éditions Presses Aventure

Collection Délirons avec Léon (épuisée) : tomes 1 à 30, 2007-2012, Éditions La Courte Échelle
- 2008 : Spécial olympiques, Éditions La Courte Échelle, 200 pages
- 2009 : Spécial jeux d'hiver, Éditions La Courte Échelle, 200 pages
- 2010 : Spécial vacances, Éditions La Courte Échelle, 200 pages

Léon à son meilleur (épuisée)vol. 1 à 6, 2010-2013, Éditions La Courte Échelle
Collection Je découvre Léon (4 à 6 ans)
- 2018 : Léon : Le plus rigolo des cyclopes, Éditions Presses Aventure

Collection Je m’amuse avec Léon (Activités et autocollants)
- 2018 : Viens jouer avec moi !, Éditions Presses Aventure

Hors-séries Léon
- 2009 : Léon et les droits de l’enfant, Éditions La Courte Échelle
- 2011 : À vos crayons (cahier d’activités), Éditions La Courte Échelle

Autres titres
- 2014 : 50 missions à réaliser avant la fin de l’été, Éditions les Malins
- 2015 : 25 missions à réaliser durant le temps des fêtes, Éditions les Malins